# Dzjankoj
Dzjankoj is een stad en stadsrayon in het noorden van de Krim. De stad is een verkeersknooppunt, twee E-wegen kruisen elkaar en ook twee spoorlijnen komen samen bij de stad. De plaats werd in 1855 gesticht en werd in 1926 opgewaardeerd tot stad.

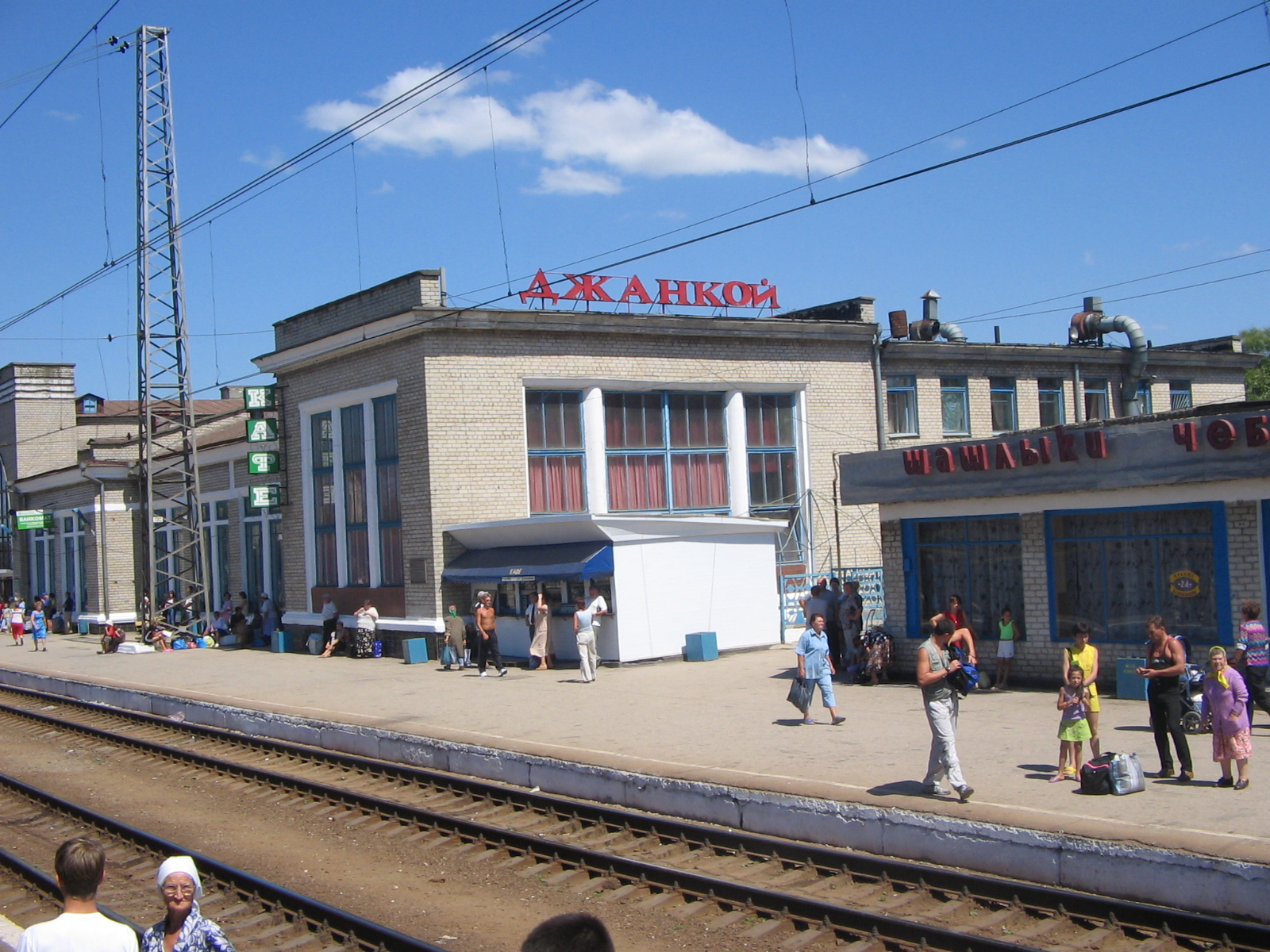
Het station
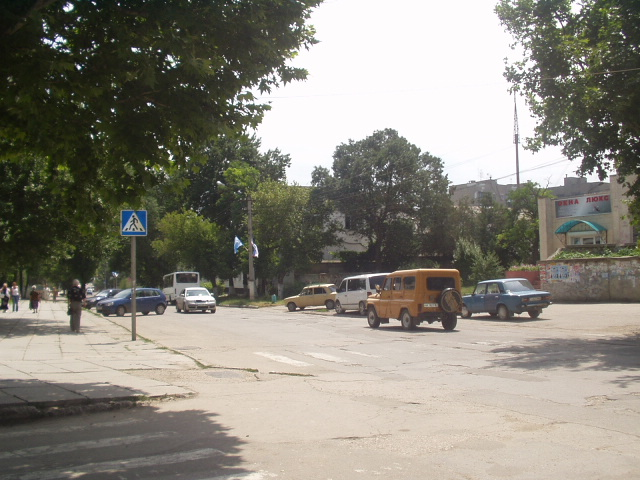
De Leninstraat
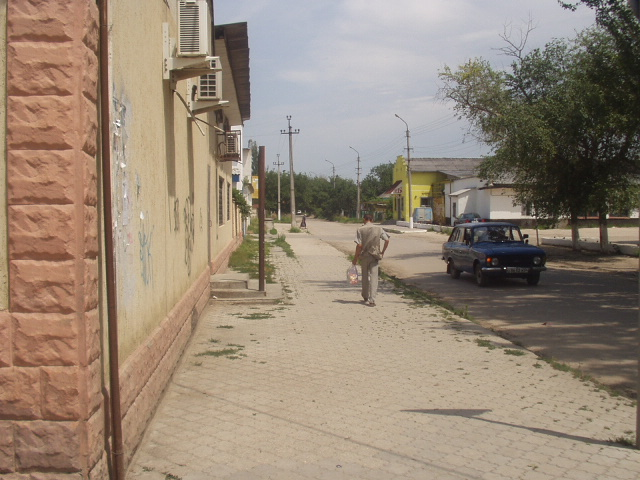
Straatbeeld
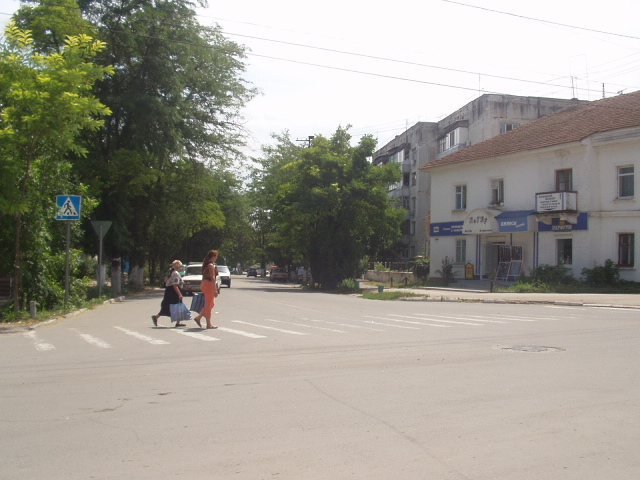
Straatbeeld
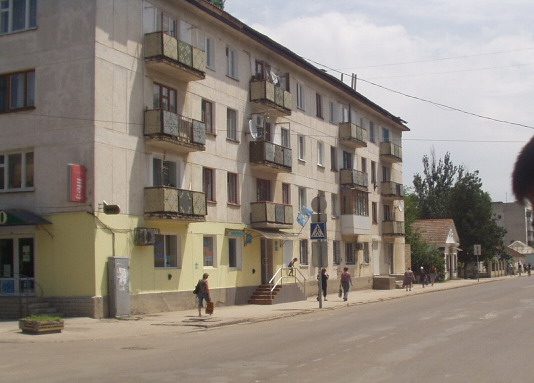
Straatbeeld
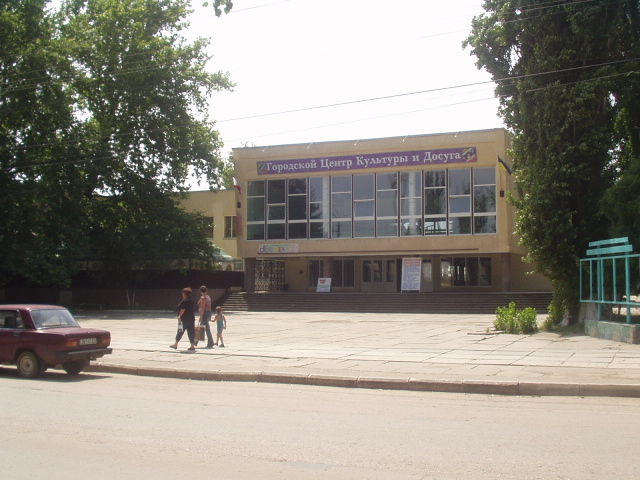
Cultureel centrum
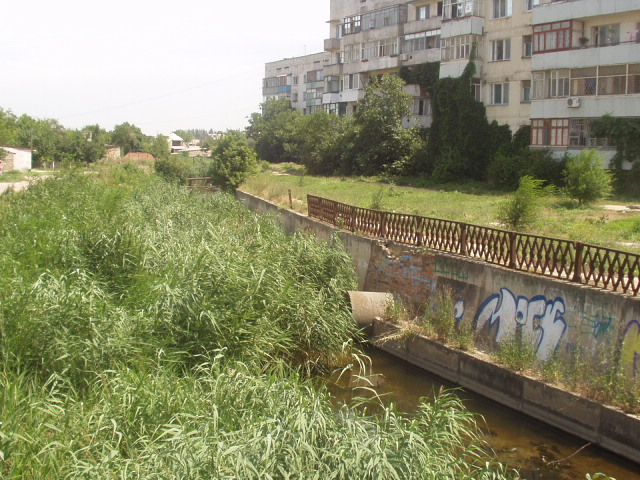
Riviertje